# 37°2 le matin
Pour plus de détails, voir Fiche technique et Distribution.
37°2 le matin est un film français réalisé par Jean-Jacques Beineix et sorti en 1986, d'après le roman de même titre de Philippe Djian publié l'année précédente. Le titre tire son titre de la température normale d'une femme enceinte au réveil.

## Synopsis
À Gruissan, sur la plage des Chalets, Zorg, 34 ans, est un homme à tout faire, chargé des réparations et de l'entretien d'un groupement de petites maisons, au milieu de nulle part. Vivant dans un bungalow sur pilotis, il rencontre Betty, une jeune femme jolie, impulsive et incontrôlable, avec qui il vit une histoire d'amour sensuelle et passionnée.
Betty se lasse vite de leur petite vie étriquée. Elle découvre un carton rempli de carnets noircis de Zorg, et se rend compte que ce dernier avait écrit des romans à ses heures perdues. Le considérant comme un écrivain talentueux, elle le pousse à écrire à nouveau et veut le faire publier. Après une dispute avec le patron de Zorg, Betty incendie le logement et les deux amants partent vivre leur amour libre et insouciant en région parisienne. Ils logent chez Lisa, amie de Betty, qu'elle surnomme sa « sœur » et son compagnon Eddy, propriétaires d'une pizzeria. Zorg et Betty y travaillent. Zorg dissimule les courriers de réponses négatives reçus de la part des éditeurs.
La mère d'Eddy meurt. Il hérite de sa maison à Marvejols (en Lozère) et du magasin de pianos. Zorg et Betty partent y habiter. Zorg livre les pianos. Joyeuse, Betty annonce à Zorg qu'elle est enceinte, test positif à l'appui. Plus tard, un courrier postal révèle qu'après analyse, Betty n'est pas enceinte. Elle sombre alors progressivement dans la folie. Un jour, elle se retrouve hospitalisée d'urgence après s'être arraché un œil. Un éditeur téléphone à Zorg et lui annonce qu'il lui a envoyé un contrat à signer pour publier son œuvre et ses futurs écrits. Zorg se rend à l’hôpital pour annoncer la bonne nouvelle à Betty. Il est révolté quand il constate qu'elle est couchée sur son lit, maintenue dans un état végétatif et sanglée. Zorg décide alors de mettre fin à leur amour fusionnel mais destructeur et au calvaire de Betty. Après s'être travesti, il s'introduit dans l'hôpital et étouffe Betty avec un oreiller. Après une période de laisser-aller, il se remet à écrire, concrétisant ainsi le souhait de Betty.

## Fiche technique
- Titre : 37°2 le matin
- Réalisation et scénario : Jean-Jacques Beineix, d'après le roman éponyme de Philippe Djian de 1985.
- Musique : Gabriel Yared
- Photographie : Jean-François Robin
- Costumes : Elisabeth Tavernier
- Montage : Monique Prim
- Décors : Carlos Conti
- Direction du casting : Dominique Besnehard
- Affiche : Christian Blondel, avec un portrait de Béatrice Dalle réalisé par le photographe Rémi Loca
- Production : Claudie Ossard et Jean-Jacques Beineix pour Cargo Films
- Genre : drame
- Durée : 121 minutes (version initiale) ; 188 minutes (version longue, sortie à l’occasion des 20 ans du film)
- Date de sortie :
  - France : 9 avril 1986
- Interdit aux moins de 13 ans à sa sortie en France (classification à l'époque, correspondant aujourd'hui à une interdiction aux moins de 12 ans)

## Distribution
- Jean-Hugues Anglade : Zorg
- Béatrice Dalle : Betty
- Gérard Darmon : Eddy
- Consuelo de Haviland : Lisa
- Clémentine Célarié : Annie
- Jacques Mathou : Bob
- Claude Aufaure : le médecin

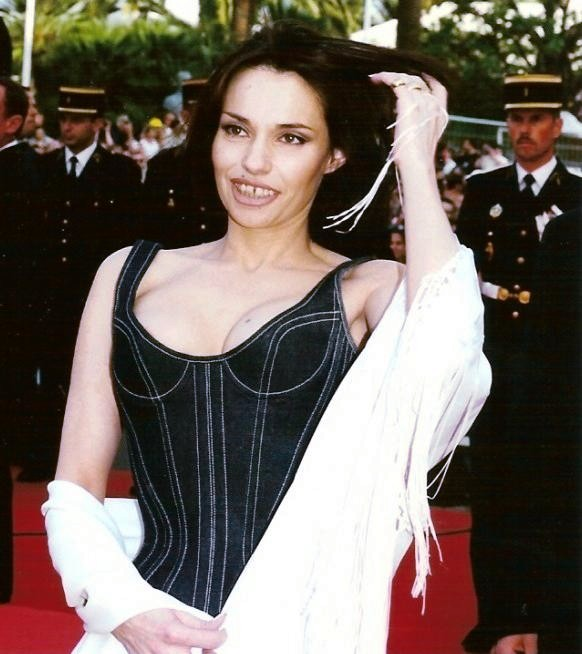
Béatrice Dalle, l'interprète principale du film, en 1999.

- Dominique Besnehard : le client de la pizzeria
- Vincent Lindon :  Richard le jeune policier
- Raoul Billerey : le vieux policier
- Claude Confortès : le propriétaire des bungalows
- André Julien : le vieux Georges
- Philippe Laudenbach : l'éditeur
- Franck-Olivier Bonnet : un employé de la société de surveillance
- Bernadette Palas : la maman du petit garçon kidnappé par Betty
- Nathalie Dalyan : Maria
- Louis Bellanti : Mario
- Nicolas Jalowyi : le petit Nicolas
- Eugène Berthier : l'éboueur
- Jacky Galibert : l'infirmier
- Frédéric Caratini : Archie
- Léonie Berthuit : la vieille dame décédée (mère d'Eddy)
- Catherine D'At : la cliente de la pizzeria
- Raymond Julien : l'oncle d'Eddy

Acteurs dont les scènes ont été coupées au montage dans la version initiale puis réintégrées dans la version longue :
- Simon de La Brosse : le jeune gardien braqué
- Dominique Pinon : le dealer
- Jean-Pierre Bisson : le commissaire
- Jessica Forde
- Rabah Loucif : le marchand de légumes de la première sortie au village de Zorg et Betty
- Fabien Behar : le représentant d'olives à la pizzeria d'Eddy

## Production

### Choix des interprètes
Jean-Jacques Beineix a déclaré avoir écrit le film en pensant à Gérard Lanvin et Valérie Kaprisky pour les rôles principaux. Anne-Marie Berri lui proposa Isabelle Adjani, mais le réalisateur a préféré chercher une inconnue, plus adaptée au rôle selon lui.

### Tournage

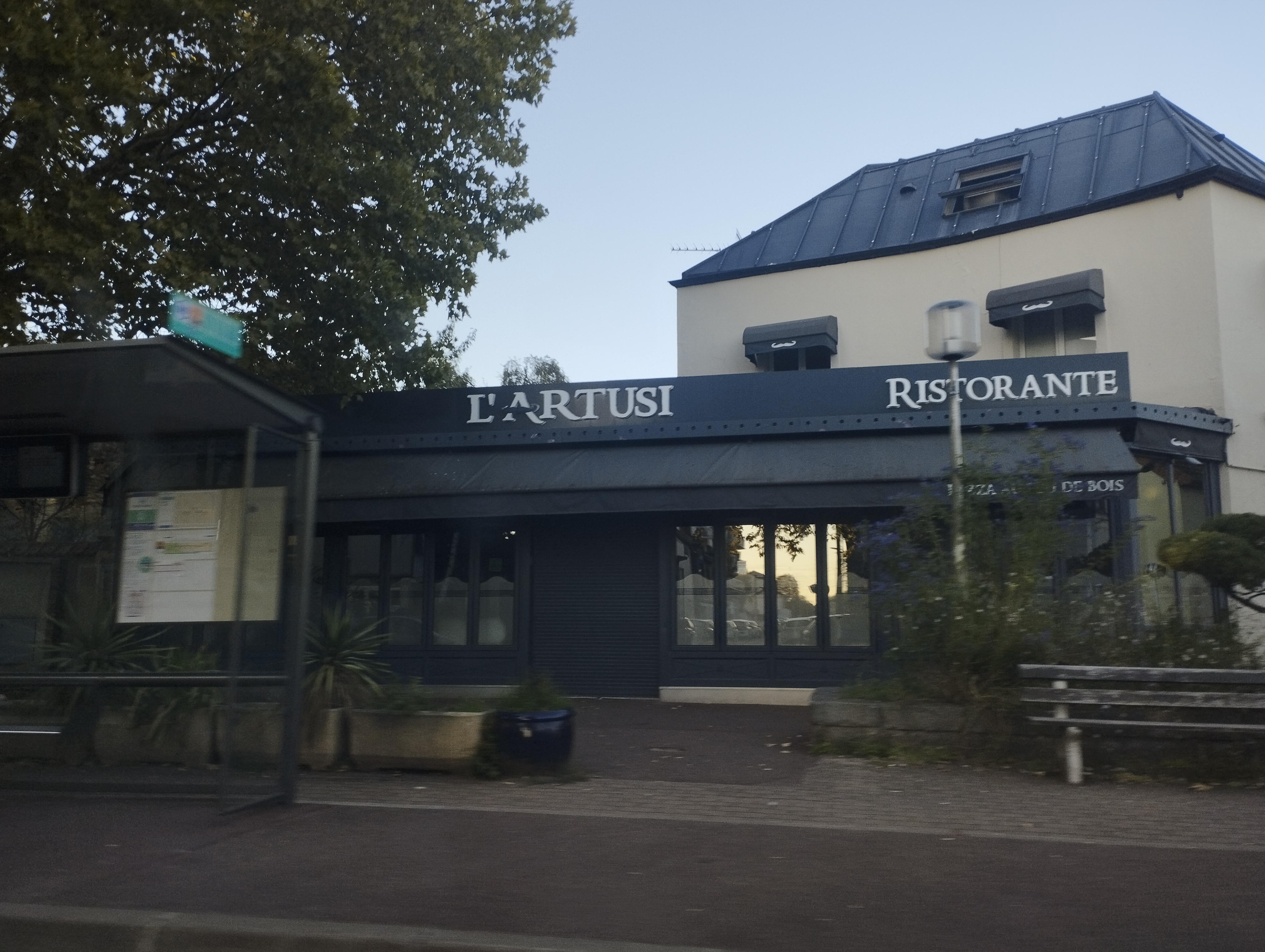
Le restaurant L'Artusi.

Le tournage se déroula pendant l'été indien de 1985.
Lieux de tournage de la version longue :
- Gruissan (Aude) : scènes des bungalows. Ceux-ci se situent sur la plage des chalets[5].
- Nogent-sur-Marne (Val-de-Marne) : scènes durant le séjour de Zorg et Betty chez Lisa (Boulevard de la Marne).
- Saint-Maur-des-Fossés (Val-de-Marne) : scènes dans le restaurant L'Artusi.
- Marvejols (Lozère) : ville du commerce de piano où Zorg et Betty séjournent. Le magasin, qui était situé 4 place Henri Cordesse, est désormais occupé par une banque.
- Narbonne (Aude) : dont les scènes à la recherche de Betty et du petit garçon, et le magasin de jouets, place de l'Hôtel de ville, face au Palais des archevêques de Narbonne.
- La station de métro que prennent Zorg et Betty quand ils arrivent à Paris est la station "Rome" boulevard des Batignolles, on distingue au loin le Sacré-Cœur et sur la gauche le temple des réformés des Batignolles qui existe toujours.

## Bande originale
La musique originale composée par Gabriel Yared pour le film à la demande de Beineix est le premier grand succès du compositeur.

## Accueil

### Box-office
37°2 le matin est le plus grand succès de Jean-Jacques Beineix, ayant dépassé les 3,6 millions de spectateurs en 1986.

## Distinctions

### Récompenses
- Festival des films du monde de Montréal 1986 : Grand Prix des Amériques et prix du film le plus populaire du festival
- Césars 1987 : meilleure affiche pour Christian Blondel
- Prix 1987 de la société des critiques de Boston : meilleur film en langue étrangère
- Festival international du film de Seattle 1992 : prix Golden Space Needle du meilleur réalisateur (également décerné pour IP5)

### Nominations
- Césars 1987 : meilleur film, meilleur réalisateur, meilleur acteur, meilleure actrice, meilleur second rôle masculin, meilleur second rôle féminin, meilleure musique, meilleur montage
- Oscars 1987 : meilleur film étranger
- BAFTA 1987 : meilleur film en langue étrangère
- Golden Globes 1987 : meilleur film en langue étrangère